# The Wild Brood
Chapter 15: The Wild Brood (Capítulo 15: La Pandilla Salvaje en América Latina, y Los Wild Broods en España), es el décimo quinto episodio de la primera temporada de la serie de televisión animada Scooby-Doo! Misterios, S. A..
El guion principal fue elaborado por Bob White, mientras Joey Mason se encargó de dibujar el guion gráfico con la colaboración de Seth Kearsley, y Curt Geda estuvo a cargo de la dirección general. El episodio fue producido por la compañía Warner Bros. Animation, a manera de secuela de la serie original de Hanna-Barbera Productions, Scooby-Doo ¿dónde estás? (1969).
Se estrenó oficialmente en los Estados Unidos el 10 de mayo de 2011 por Cartoon Network. En Hispanoamérica y Brasil, el episodio se estrenó oficialmente el 12 de junio de 2011 a las 17:00 a través de Cartoon Network.

## Argumento
En un bar-Billar en medio del desierto, una pandilla de bravucones motociclistas, similares a orcos llamada "La pandilla salvaje" irrumpe en el negocio y se enfrenta a otra pandilla que se burla de ellos por su apariencia, a quienes derrotan fácilmente para apoderarse del lugar. Después de su victoria, la pandilla de orcos afirma que su siguiente parada es la ciudad Gruta de cristal, una visita que sus habitantes nunca olvidaran.

En el recién restaurado restaurante "el Tiki Tub", Freddy y Daphne están teniendo su segunda cita, pero un nuevo altibajo se produce en su relación cuando Daphne descubre que Fred ha invitado al resto de la pandilla a la cita, acabando con cualquier momento de intimidad entre los dos. Al restaurante llega La Pandilla Salvaje quienes son discriminados por el Sheriff Stone debido a su monstruosa apariencia. El líder de la pandilla Odnarb usa su fino encanto y elegancia para defender a su gente de forma poética, impresionando a Daphne, quien a este punto está extremadamente enfurecida con Fred. Antes de marcharse, Odnarb invita a Daphne a dar un paseo, ante el asombro e incredulidad de su novio Fred, quien trata de impedirlo, y la pelirroja acepta, invitando a Vilma a unirse. Boquiabiertos, Fred y Shaggy observan cómo las chicas que aman los dejan solos para irse con unos completos desconocidos.

Daphne y Vilma acaban teniendo un día de campo con la pandilla en la playa y se ganan el afecto de Odnarb y Gabtraf respectivamente. Unas cuantas horas más tarde, un arsenal de Gruta de Cristal es atacado por una figura similar a un orco motociclista, parecida al mismísimo líder de la Pandilla Salvaje, Obnard, quien huye del lugar con una Bazuka y deja atrás un documento.

Al día siguiente, aún durmiendo en su ropa de noche, Daphne es despertada en su habitación por el Sheriff Stone y el resto del grupo para informarle del robo del arsenal. Daphne se rehúsa a creer que La Pandilla Salvaje sea culpable del robo y los defiende, revelando la cita que tuvieron ambas chicas la noche que sucedió el crimen. Semejante noticia solo tiene un gran impacto en Freddy y Shaggy quienes se desmayan al escucharla.

Liderados por la misma Daphne, los chicos descubren un vídeo de una silueta de un orco similar a Odnarb robando la bazuka en la escena del crimen, encontrando además el documento de la dirección de un restaurante chino; El café de Chen. En el barrio chino de la ciudad, el grupo habla con Odnarb y su pandilla, quienes niegan haber robado la bazuka. Fred empieza a enojarse con Daphne cuando de pronto, el Señor E se comunica con los chicos, mandándoles una pista para resolver el misterio: un vídeo de un pez espada bailando. Vilma descubre que la contraseña del usuario en el papel dejado por el enigmático orco es "Pez Espada", pero cuando entra al usuario, es secuestrada por el orco quien también secuestra a Scooby por haber ido a ver qué le pasaba. Al terminar de deducir la misteriosa pista incorrectamente como "Nariz de espada", el resto de los chicos tratan de informárselo a vilma pero notan la ausencia de la pequeña castaña y del gran danés.

Mientras tanto, el misterioso orco tiene a Vilma y a Scooby atados, y amenaza con matar al perro para conseguir la cooperación de Vilma quien debe ingresar a un sistema de gruta de cristal y cambiar la ruta de un tren. Vilma se da cuenta de que esa sería la oportunidad que ha estado esperando para recuperar a Shaggy: negarse a darle la contraseña al villano y frustrar así sus intenciones; pero no puede pagar el precio, el cual sería dejar que lastimaran a Scooby-Doo en alguna forma. En ese momento, Scooby y la quinceañera se reconcilian, y Vilma cumple con las exigencias del orko. Sin embargo este, teniendo ya lo que quiere, arroja a la chica por el acantilado, siendo rescatada de milagro por scooby. Ambos se reúnen con los demás en la estación de policía, y descubren que la pandilla salvaje ha sido encarcelada por el Sheriff Stone. Vilma les cuenta lo sucedido y Odnarb, junto a su pandilla, se quitan sus máscaras de orco revelando ser nerds jugadores y diseñadores de videojuegos. Odnarb le explica a todos que el cambio de la ruta del tren posiblemente es parte de un atentado en contra de su más reciente consola de videojuegos llamada "Pez Espada" y Fred, pese a mostrarse alegre por la verdadera identidad de su rival, diseña un plan para alcanzar el tren.

Los chicos y la Pandilla Salvaje logran interceptar el ferrocarril, que está a punto de cruzar por un puente de gruta de cristal, el cual el enigmático orco destruye con la bazuca que robó. En medio de la persecución, Freddy se ve obligado a trabajar en equipo con Odnarb y juntos detienen el tren y atrapan finalmente al orco. El villano es otro nerd, quien es reconocido por la Pandilla Salvaje como Maxwell, un muchacho del centro de copiado del lugar donde fabricaban los videojuegos. Maxwell les explica a gritos que se cansó de ser el subordinado y de los desprecios de sus supuestos amigos, de manera que para vengarse, planeó destruir la consola "Pez Espada" con su muy elaborado plan. El nerd es arrestado por el Sheriff Stone y la Pandilla Salvaje decide dejar gruta de cristal. Odnarb se despide de Daphne y la invita a dar una última vuelta en su moto, pero la pelirroja le aclara que Freddy es el chico que ama, alegrando al muchacho que se enorgullece con la noticia y lo grita a los cuatro vientos.